# Dasyatis

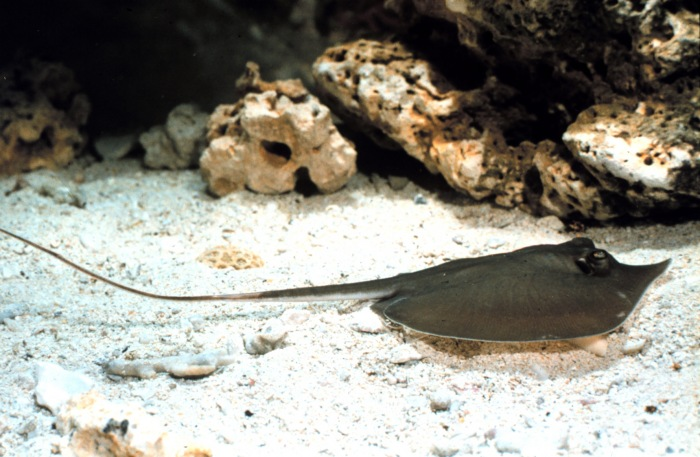
Dasyatis sabina

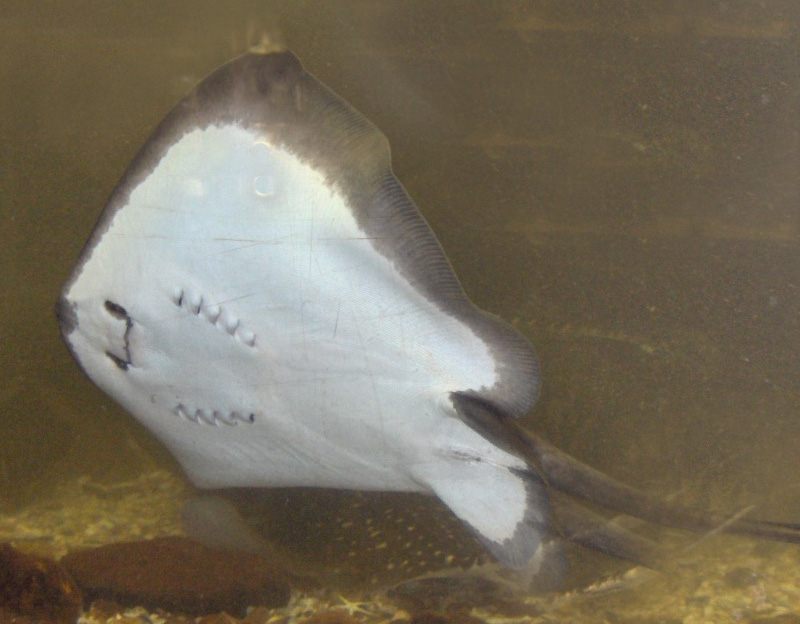
Escurçana

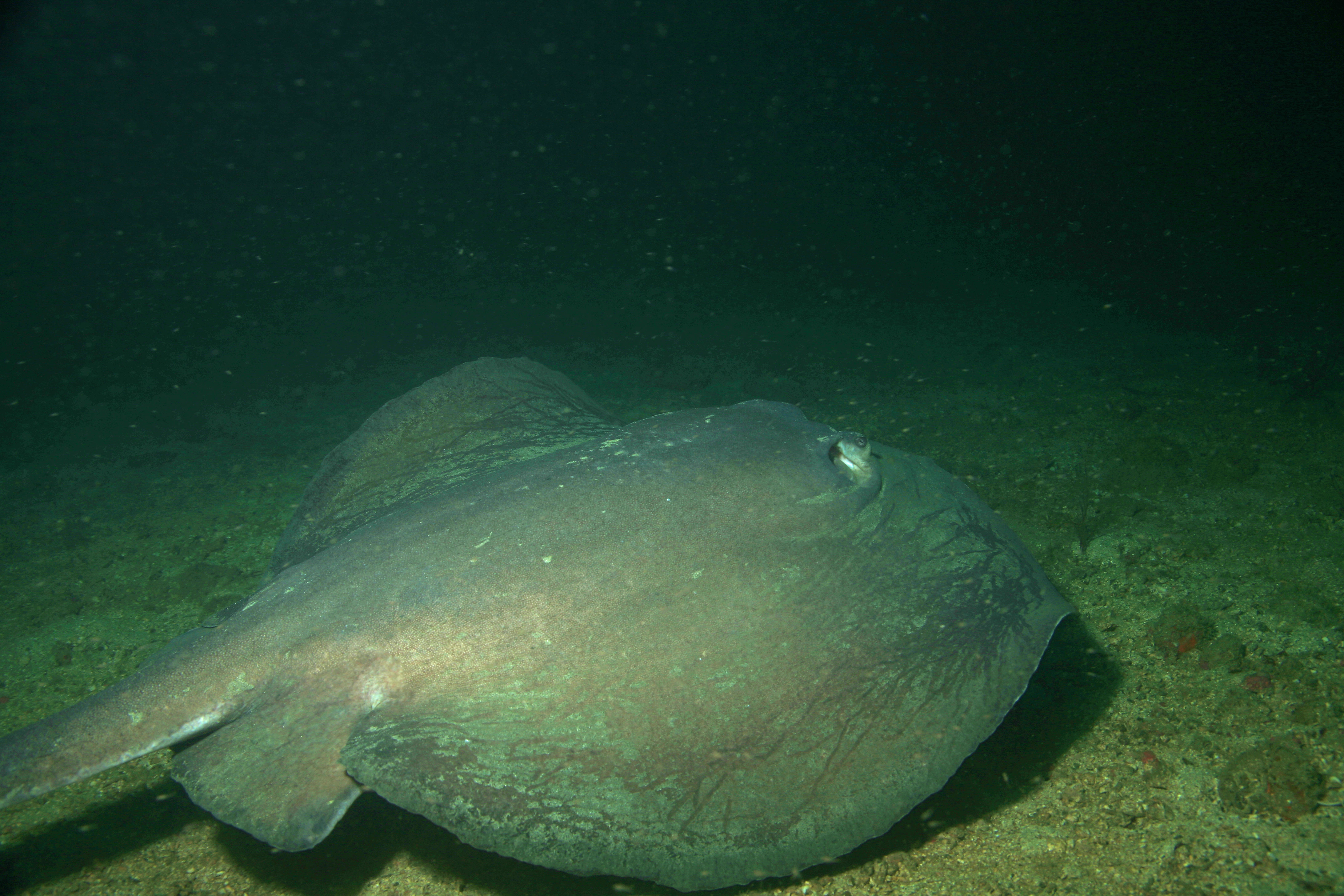
Dasyatis brevis fotografiada a la costa pacífica de Panamà.

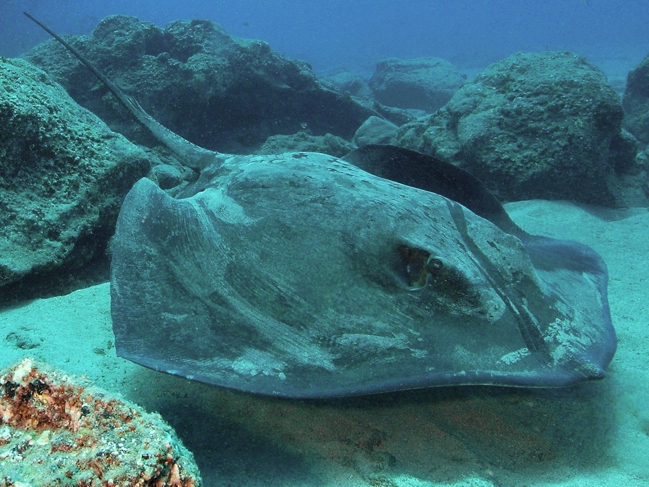
Escurçana clavellada fotografiada a Tenerife.

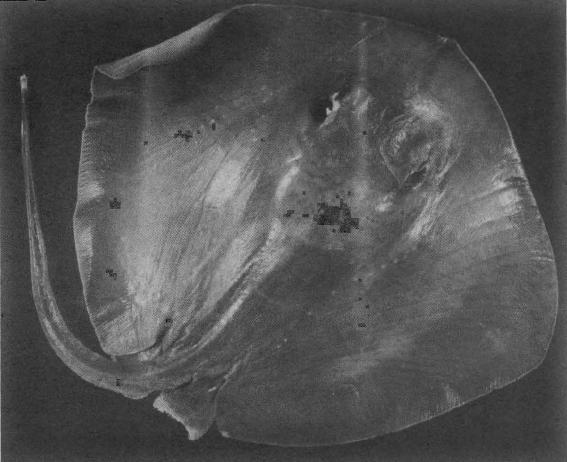
Dasyatis matsubarai

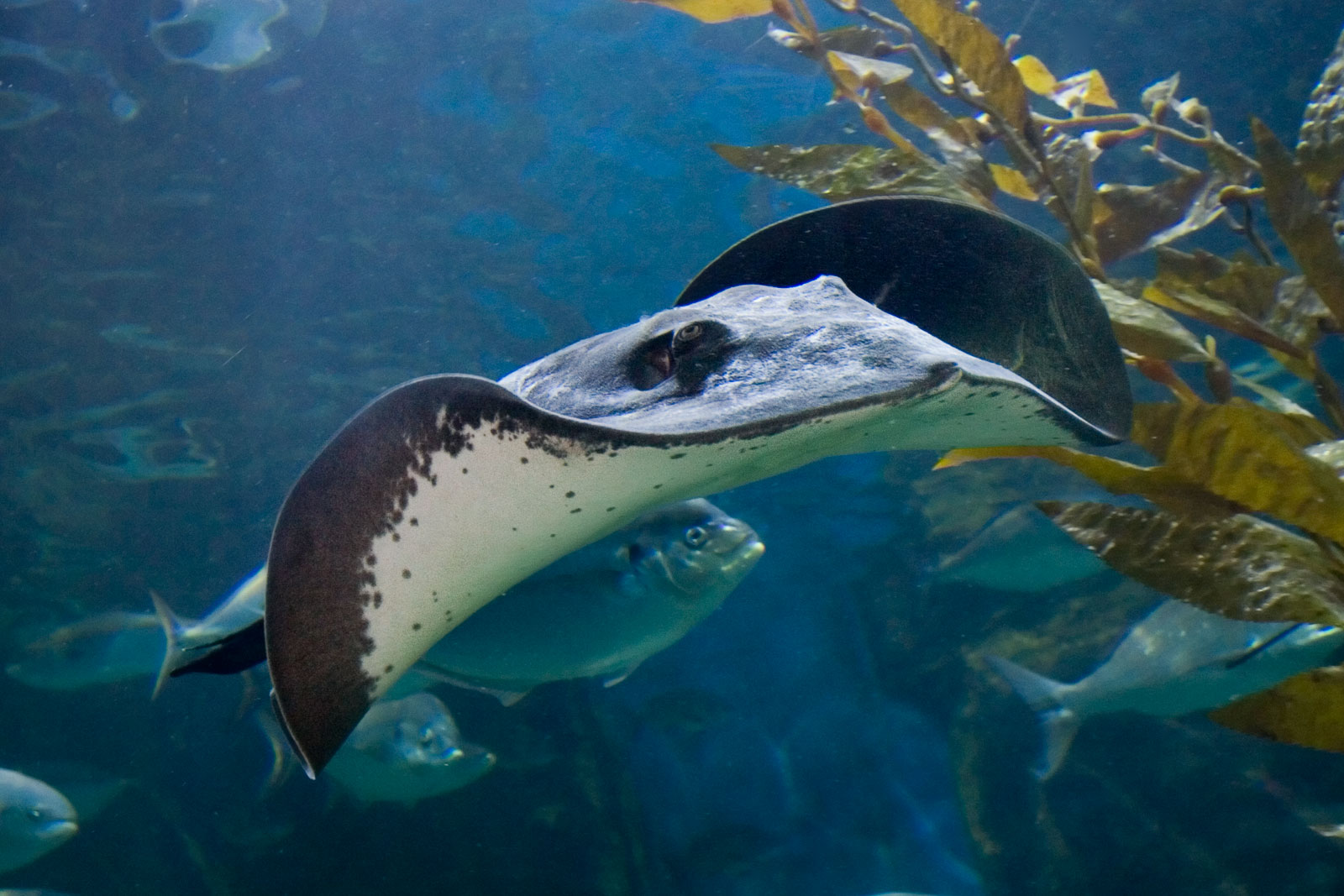
Dasyatis brevicaudata

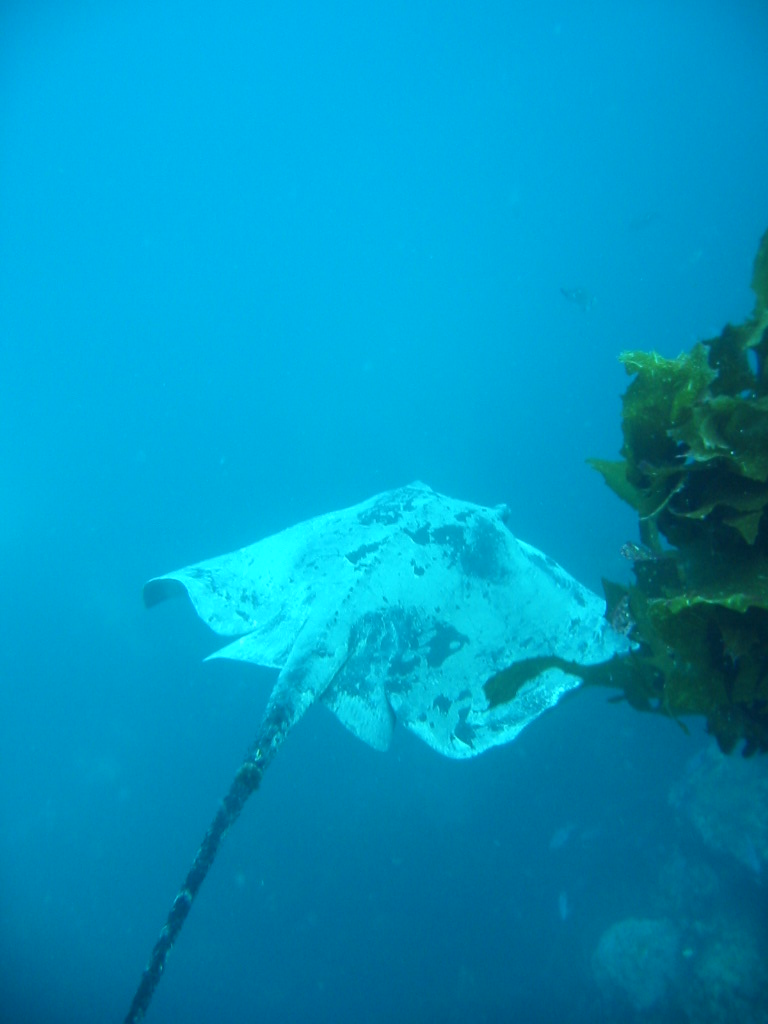
Dasyatis thetidis fotografiada a Nova Zelanda.

Dasyatis és un gènere de peixos cartilaginosos miliobatiformes de la família dels dasiàtids. Inclou la popular escurçana, comuna a les aigües litorals dels Països Catalans.

## Morfologia
- Disc romboïdal igual d'ample com de llarg.
- Longitud del musell menor que la distància entre els espiracles.
- Cua llarga, prima, acabada en punta, amb la base ampla i deprimida, i amb una gran fibló verinós serrat sobre la part superior.
- No tenen aletes dorsals ni caudal.[3]

## Distribució geogràfica
Viuen a les aigües tropicals i temperades de tots els oceans.

## Taxonomia
- Dasyatis acutirostra[4]
- Dasyatis akajei[5]
- Dasyatis americana - Escurçana americana[6]
- Dasyatis annotata
- Dasyatis aquila
- Dasyatis atrocissima
- Dasyatis bennetti[7]
- Dasyatis brachyura
- Dasyatis brevicauda
- Dasyatis brevicaudata[8]
- Dasyatis brevis
- Dasyatis carnea
- Dasyatis centroura - Escurçana clavellada[9]
- Dasyatis chrysonota
- Dasyatis colarensis[10]
- Dasyatis dadong
- Dasyatis dipterura[11]
- Dasyatis dorsalis
- Dasyatis ellioti
- Dasyatis fluviorum[12]
- Dasyatis garouaensis[13]
- Dasyatis geijskesi[14]
- Dasyatis gigantea
- Dasyatis guttata[15]
- Dasyatis gymnura
- Dasyatis halgani
- Dasyatis hastata[16]
- Dasyatis heterura
- Dasyatis hypostigma[17]
- Dasyatis immunis
- Dasyatis izuensis
- Dasyatis kuhlii
- Dasyatis laevigata
- Dasyatis laosensis
- Dasyatis lata
- Dasyatis leylandi
- Dasyatis longa
- Dasyatis macrura
- Dasyatis maculata
- Dasyatis margarita
- Dasyatis margaritella
- Dasyatis marianae
- Dasyatis marmorata
- Dasyatis matsubarai
- Dasyatis microps
- Dasyatis multispinosa
- Dasyatis navarrae
- Dasyatis nuda
- Dasyatis ornata
- Dasyatis parvonigra
- Dasyatis pastinaca - Escurçana
- Dasyatis pennanti
- Dasyatis purpurea
- Dasyatis reticulata
- Dasyatis rhinoceros
- Dasyatis rudis
- Dasyatis russellii
- Dasyatis sabina
- Dasyatis say
- Dasyatis sinensis
- Dasyatis strongyloptera
- Dasyatis thetidis
- Dasyatis torrei
- Dasyatis tortonesei
- Dasyatis ukpam
- Dasyatis ushiei
- Dasyatis uylenburgi
- Dasyatis varidens
- Dasyatis variegata
- Dasyatis zugei [18][19][20][21][22][23][24]